# Czernice Borowe
Czernice Borowe ist ein Dorf und Sitz der gleichnamigen Gemeinde im Powiat Przasnyski der Woiwodschaft Masowien, Polen.

## Gemeinde
Zur Landgemeinde Czernice Borowe gehören 25 Ortsteile mit einem Schulzenamt:
Borkowo-Falenta
Chojnowo
Chrostowo
Czernice Borowe
Dzielin
Górki
Grójec
Jastrzębiec
Kadzielnia
Kosmowo
Kuskowo
Miłoszewiec
Nowe Czernice
Obrębiec
Olszewiec
Pawłowo Kościelne
Pawłówko
Pierzchały
Rostkowo
Szczepanki
Turowo
Węgra
Załogi-Jędrzejki
Zberoż
Zembrzus
Żebry-Idźki
Żebry-Kordy
Weitere Ortschaften der Gemeinde sind Borkowo-Boksy und Toki.